# سفر به دنیای مردگان

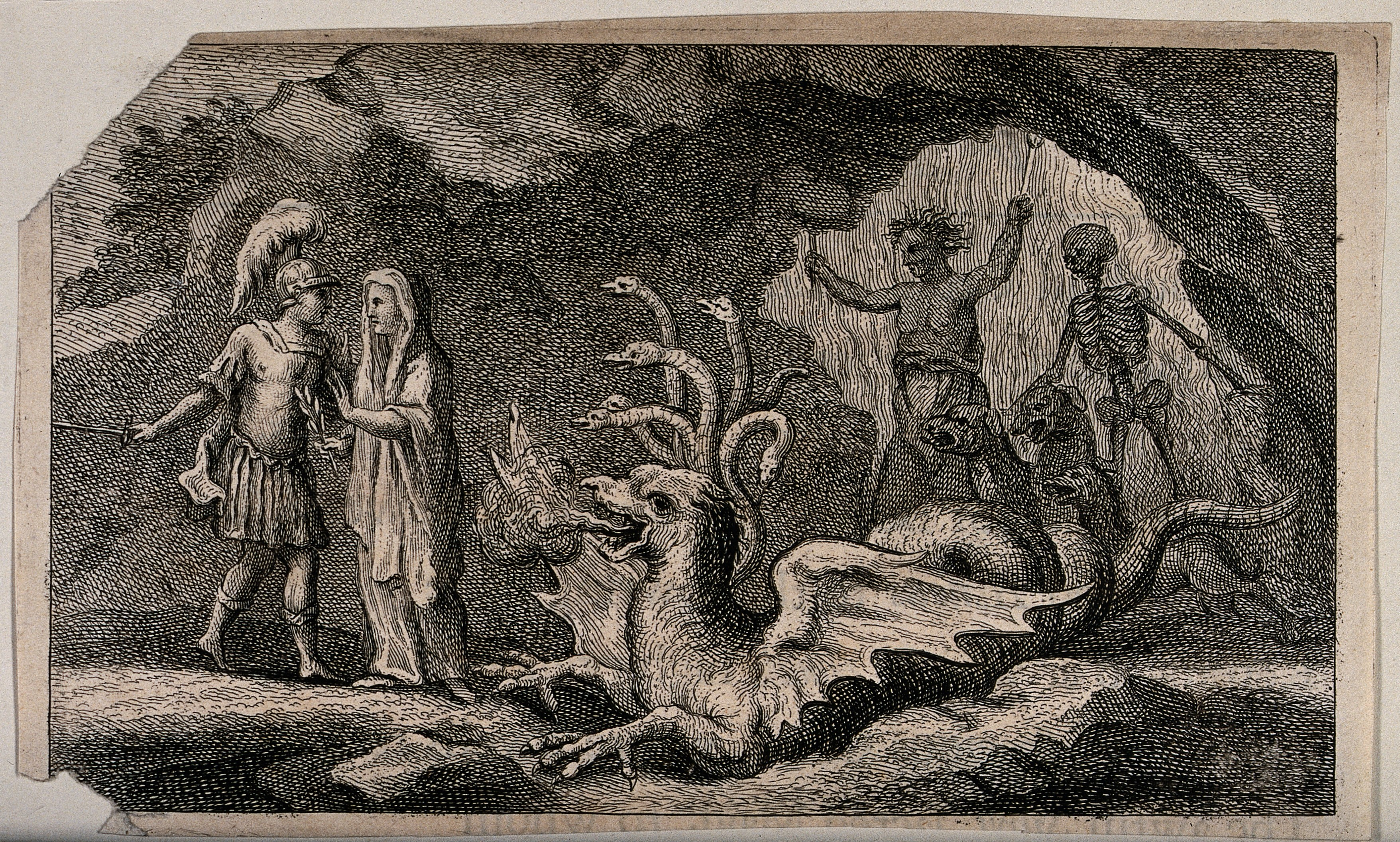
صحنه ای از انئید، سیبیل کومایی آینیاس را در جهان زیرین راهنمایی می‌کند

سفر به دنیای مردگان یا کاتاباسیس (یونانی باستان κατάβασις) سفری به دنیای مردگان است. معنای اصلی آن معمولاً با اسطوره‌شناسی یونانی و اسطوره‌شناسی یونانی-رومی به طور گسترده‌تر همراه است، جایی که قهرمان داستان از جهان عالم اموات یونانی بازدید می‌کند، همچنین به عنوان هادس شناخته می‌شود. این اصطلاح همچنین در معنای وسیع هر سفر به قلمرو مردگان در سایر سنت‌های اساطیری و مذهبی به کار می‌رود. کاتاباسیس شبیه به نکیا یا «نکرومانسی» است که در آن شخصی دیداری از جهان اموات یا ساکنان آن را تجربه می‌کند. با این حال، نکیا به طور کلی شامل بازدید فیزیکی نیست. یکی از معروف‌ترین نمونه‌ها اودیسئوس (ادیسه) است که در کتاب ۱۱ ادیسه کاری را در مرز یک نکیا و یک کاتاباسیس انجام می‌دهد. او قبل از اینکه مرده را با استفاده از یک مراسم خونین نزد خود بخواند، از مرز قلمروها بازدید می‌کند، با این که آیا او در بالاترین قلمرو عالم اموات بوده یا پایین‌ترین لبه دنیای زنده که در آنجا این کار را انجام داده‌است.